# シェルトン (コネチカット州)
シェルトン（英: Shelton）は、アメリカ合衆国コネチカット州のフェアフィールド郡にある都市。人口は4万0869人（2020年）。ニューヨーク都市圏に含まれる。

## 歴史

### 設立
シェルトンには1639年にストラットフォードの町の一部としてイングランド人が入植した。1656年5月15日、ハートフォードのコネチカット植民地議会が、ストラットフォードの町域について、ロングアイランド湾から内陸に20キロメートル、フーサトニック川とフェアフィールド町境の間と確認した。1662年、ストラットフォードの町政委員ジョセフ・ジャドソン中尉、ジョセフ・ハウリー大尉、ジョン・ネイションが、現在のトランブル、シェルトン、モンローの町を構成する広大な領域のゴールデンヒル・ポーガセット族インディアンから移行された土地権利証書を確保した。1789年、シェルトンがストラットフォードから分離し、ハンティントンと名付けられた（コネチカット州知事を務めていたサミュエル・ハンティントンにちなむ）。現在のシェルトンという名前は、1860年代にエドワード・N・シェルトンが設立したシェルトン・カンパニーにちなみ名付けられた工場村に起源がある。シェルトンはウーサトニック水力発電会社も設立した。急速に成長したシェルトンのボロが1915年に市として法人化され、1919年にはハンティントン町と統合し、現在のシェルトン市を作った。

### 工業の衰退
シェルトンはアメリカ合衆国史の中でも最大級の放火が起きた場所になった。1975年、スポンジ・ラバー・プロダクツの工場（元はB・F・グッドリッチが所有していた）が放火された。親会社グランド・シートメタル・プロダクツの社長チャールズ・メーラーが放火罪では無罪とされたが、民事裁判では1988年の陪審員団が、会社の役員が保険金目当てに火事を手配したという十分な証拠があるので、保険会社は保険金を支払う必要が無いと裁定した。8人の者が有罪とされるか有罪を認めた。
1975年にキャナル通りのスポンジ・ラバー・プロダクツの工場を破壊した爆発は、シェルトンの工業の衰退開始を印すことになった。1970年代の後半から1980年代、フーサトニック川の両岸で操業していた幾つかの会社が、事業を止めるか、労賃や操業費の安い場所に移転するかした。1995年、シコルスキー・エアクラフトがヘリコプター用電子部品を製造していたブリッジポート・アベニューの工場を閉鎖した。

### 事務所スペースの増加
コネチカット州道8号線の完成と共に、新しい事務所スペースと企業が町に誘致された。これはスタンフォードやグリニッジに比較して、同じフェアフィールド郡の中でも事業を始めるには費用が少なくて済むことが理由だった。主要な会社としてテトリー・ティー、TIEコミュニケーション、I.T.T.、ブラック・アンド・デッカー、シコルスキー・エアクラフト、チェスブロー・ポンズ、テトラ・パック、ジェネラル・エレクトリック、バンカー・ラモがあった。R.D.シント・コーポレーションだけで、12の建物で床面積2百万平方フィート (190,000 m2) の事務所スペースが作られた。

### 中心街の再活性化

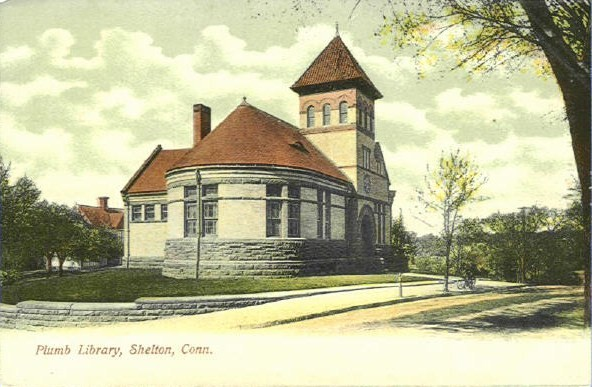
プラム図書館（1905年頃）

中心街にある19世紀の工業ビルを再生する動きが進んでいる。修復できないような建物は1900年代後半から2000年代初期に解体され、ベテランズ・メモリアルやファーマーズマーケットに置き換えられた。ベテランズ・メモリアルに隣接する広さ4ヘクタールのリバーウォーク公園は、元スポンジ・ラバー・プロダクツの工場跡に創設された。市内大通りの1つであるハウ・アベニュー沿いにある他の建物は修復された。一方ブリッジ通り沿いの19世紀の工場ビルは開発業者が改築し、高級集合住宅に転換した。中心街の通りの幾つかは、街路景観改善プロジェクトの一環として再建された。側道がレンガと丸石で再舗装され、街路樹が植えられ、中央事業地区の外観を改善するために電線が地下を通された。2008年3月、コネチカット州知事M・ジョディ・レルが、州上院議員ダン・デビセラや下院議員ジェイソン・ペリロと交渉した後に、州債200万ドルがさらなる市のインフラ改良に振り向けられ、市中心街への民間投資1億ドル以上を誘うことになると公表した。

### その他の出来事
1978年6月14日、レゲエバンドのボブ・マーリー&ザ・ウェイラーズが、グループのカヤ・ツアーの一部として市内のパインクレスト・カントリークラブで演奏した。
2007年11月、シェルトンのサウンドビュー・アベニューで成長している1本の木が、ロックフェラー・センターのクリスマスの木に選定され、切り倒された。
2008年5月30日、制作中の映画『幸せの行方...』のシーンがキャナル通りで撮影された。このシーンは鉄道橋の下であり、登場人物の一人が体を引きずって行ってフーサトニック川に投げ込むものだった。
2009年7月31日、弱い回転のある激しい雷雨が、藤田スケール EF1 の竜巻を生み、風速95ないし105マイル/時 (42 – 47 m/s) になった。被害が激しかったのはオロノク・トレイル沿いであり、多くの木が吹き倒された。死傷者は出なかった。
2013年11月、カゾ・ドライブにあった1本の木が、再度ロックフェラー・センターのクリスマスの木に選定され、切り倒された。

## 地理

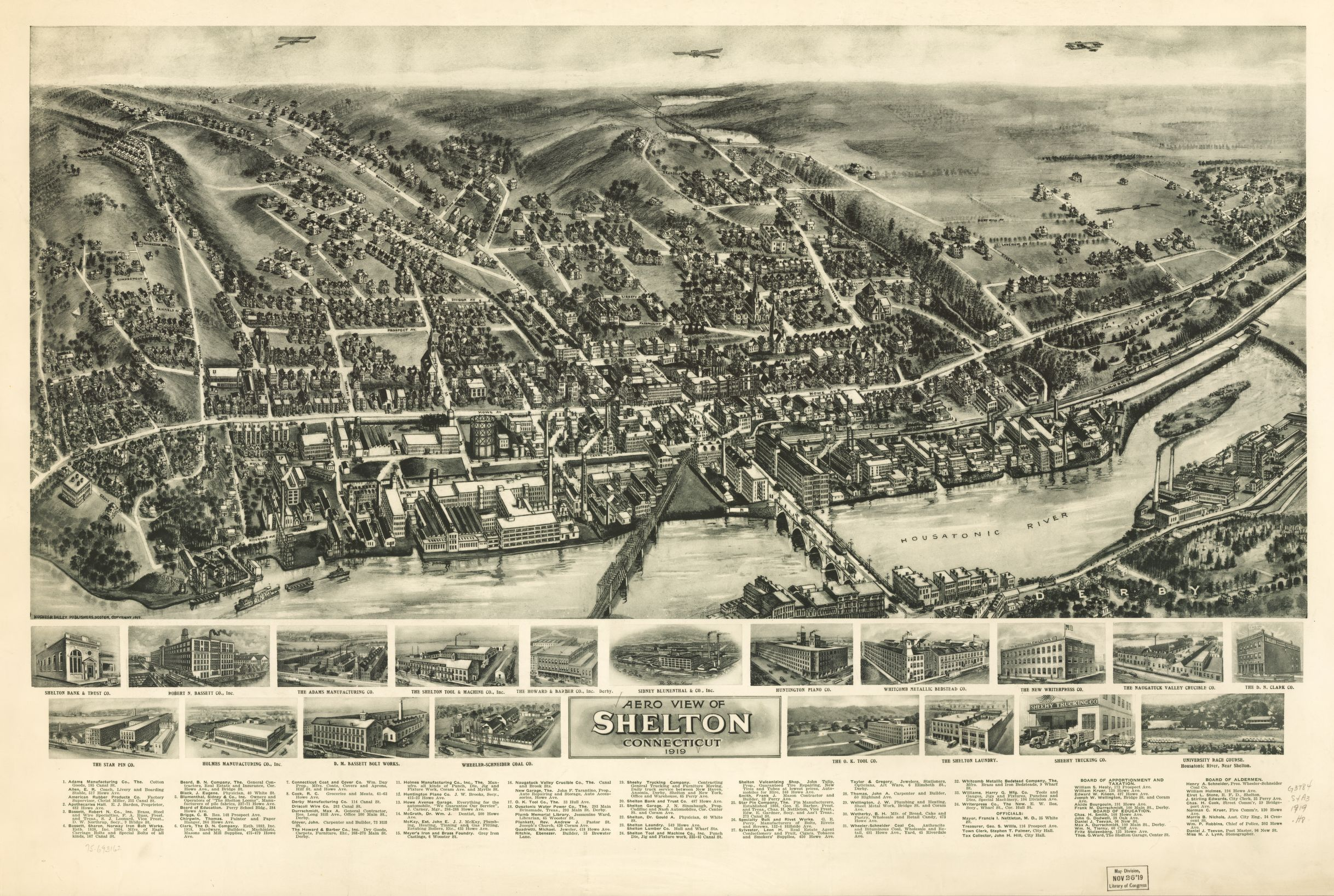
1919年のシェルトン

アメリカ合衆国国勢調査局に拠れば、市域全面積は31.9平方マイル (83 km2)であり、このうち陸地30.6平方マイル (79 km2)、水域は1.4平方マイル (3.6 km2)で水域率は4.26%である。

### 地区
- 中心街
- ホワイトヒルズ（レブンワース道路）
- サウンドビュー・アベニュー
- サウスエンド
- ブースヒル道路
- ブリッジポート・アベニュー
- ハンティントン
- パインロック・パーク

## 人口動態
以下は2000年の国勢調査による人口統計データである。
| 基礎データ - 人口: 38,101 人 - 世帯数: 14,190 世帯 - 家族数: 10,543 家族 - 人口密度: 481.2人/km2（1,246.4 人/mi2） - 住居数: 14,707 軒 - 住居密度: 185.8軒/km2（481.1 軒/mi2） 人種別人口構成 - 白人: 94.44% - アフリカン・アメリカン: 1.12% - ネイティブ・アメリカン: 0.15% - アジア人: 2.08% - その他の人種: 0.89% - 混血: 1.31% - ヒスパニック・ラテン系: 3.48% 年齢別人口構成 - 18歳未満: 23.5% - 18-24歳: 5.8% - 25-44歳: 30.0% - 45-64歳: 25.7% - 65歳以上: 14.9% - 年齢の中央値: 40歳 - 性比（女性100人あたり男性の人口） - 総人口: 93.8 - 18歳以上: 90.3 | 世帯と家族（対世帯数） - 18歳未満の子供がいる: 32.8% - 結婚・同居している夫婦: 62.9% - 未婚・離婚・死別女性が世帯主: 8.5% - 非家族世帯: 25.7% - 単身世帯: 21.8% - 65歳以上の老人1人暮らし: 9.2% - 平均構成人数 - 世帯: 2.65人 - 家族: 3.11人 収入と家計 - 収入の中央値 - 世帯: 67,292米ドル（2007年推計では80,694ドル） - 家族: 75,523米ドル（2007年推計では94,485ドル） - 性別 - 男性: 95,085米ドル - 女性: 47,806米ドル - 人口1人あたり収入: 92,759米ドル - 貧困線以下 - 対人口: 3.2% - 対家族数: 2.5% - 18歳未満: 3.2% - 65歳以上: 5.5% |

## 政治
1980年代から共和党が市政府を支配してきた。2007年の選挙まで、市政委員会は、共和党員5人、市民統合党2人、民主党員1人という構成だった。市町のマーク・ローレッティも共和党員であり、1991年に初当選してkら2013年11月5日に12回目の当選を果たした。2014年時点での市政委員会は共和党員7人、民主党員1人となっている。
有権者は共和党支持に傾いているが、市内には幅広い政党を支持する有権者が居る。市内の第2区、第3区、第4区から選出される市政委員は共和党員である。第1区は唯一の民主党員と共和党員1人である。最近の選挙では、第2区と第4区は常に共和党員を選んでいるが1区と3区は共和党、民主党、市民統合党の間で振れている。市民統合党は大きな問題では民主党に付くことが多い。有権者の多くは無党派層である。
州議会に送り出している代議員も1960年代以来共和党員である。2010年に当選した共和党のケビン・ケリー上院議員が新しい議員である。シェルトンとハートフォード市の代表である。下院には2人の議員を送り出している。2007年、共和党のジェイソン・ペリロが第113区の議員となった。32年間議員を務めていたリチャード・O・ベルデン議員の死去に伴い、特別選挙で当選した。第122区の共和党ラリー・ミラーは1991年以来議員を務めている。アメリカ合衆国下院議員ではコネチカット州第3区と第4区に入り、2区とも民主党議員を送り出している。2つの選挙区の境は州道8号線にあり、北部と西部が第122区、南部と東部が第113区に入る。コロラド州選出のアメリカ合衆国上院議員は2人とも民主党員である。
シェルトン市では近年の州と大統領選挙で共和党候補を支持してきた。2012年アメリカ合衆国大統領選挙では、ミット・ロムニーに54%、バラク・オバマに44%という投票率だった。2008年でもジョン・マケイン51%、バラク・オバマ47%という結果だった。さらに2004年では、ジョージ・W・ブッシュ56%、ジョン・ケリー41%、2004年では、ジョージ・W・ブッシュ48%、アル・ゴア46%だった。2011年州知事選挙では、共和党のトマス・フォリー61%、現職民主党ダニエル・マロイ38%と大差がついた。
| 2005年10月25日時点での登録有権者と政党支持の構成 | 2005年10月25日時点での登録有権者と政党支持の構成 | 2005年10月25日時点での登録有権者と政党支持の構成 | 2005年10月25日時点での登録有権者と政党支持の構成 | 2005年10月25日時点での登録有権者と政党支持の構成 | 2005年10月25日時点での登録有権者と政党支持の構成 |
| 政党                                             | 活性有権者                                       | 非活性有権者                                     | 有権者計                                         | 構成比                                           |                                                  |
| ------------------------------------------------ | ------------------------------------------------ | ------------------------------------------------ | ------------------------------------------------ | ------------------------------------------------ | ------------------------------------------------ |
| 共和党                                           | 6,195                                            | 134                                              | 6,329                                            | 25.54%                                           |                                                  |
| 民主党                                           | 4,553                                            | 106                                              | 4,659                                            | 18.81%                                           |                                                  |
| 無党派                                           | 13,438                                           | 322                                              | 13,760                                           | 55.53%                                           |                                                  |
| 少数政党                                         | 28                                               | 1                                                | 29                                               | 0.12%                                            |                                                  |
| 合計                                             | 24,214                                           | 563                                              | 24,777                                           | 100%                                             |                                                  |

### 保安官
シェルトン市はコネチカット州では珍しく独自の保安官部を持っている。その主要任務は市域内の適正手続であり、令状の執行である。フェアフィールド郡の保安官部は2000年12月に廃止されており、その任務に相当している。

### 消防署
シェルトン市は全てボランティアの267人の消防士が務める消防署が守っている。市内4か所の駐屯所に詰める4個中隊がある。各中隊を代表するコミッショナーの委員会もある。

## 自然の保護
シェルトン市の目標は市内の土地の少なくとも15%は恒久的に保護することである。シェルトン市公共オープンスペース資産、開発権を購入したことで保護される民間農地、非営利のシェルトン土地保護信託が保有する土地の3つの形態がある。2009年時点でこの3つの形態の合計で市域の13%となっており、2,700エーカー (11 km2) を超えている。私有地が2,000エーカー (8.1 km2) 弱、私有の保護農地が411エーカー (1.66 km2)、土地信託の保有地が364エーカー (1.47 km2) となっている。
市内には24キロメートル以上のハイキング・トレイルがある。これには、州内の全長1,300キロメートルにおよぶハイキング・トレイル網の部分であるポーガセット「ブルー・ブレイズド」の一部が入っている。釣り、ボート、ジオキャッシング、レターボクシング、ハイキング、ウォーキング、自転車を楽しむことができる。犬は紐で繋いでおればよい。条例で狩猟は禁止されている。
市の土地保護は保護委員会という形態の機関が実行している。

## 教育
シェルトン教育学区には9年生から12年生のシェルトン高校、7年生と8年生の中間学校、5年生と6年生のペリーヒル学校、幼稚園から5年生までの小学校5校が含まれている。

## レクリエーション
市内には民営ゴルフコースが2か所ある。USGAが組織 されてから僅か6年後の1900年設立のハイランド・ゴルフクラブ・オブ・シェルトン は中心街にある。9ホールのコースであり、今では分からない最初のデザイナーが難しいグリーンを造った。ブラウソン・カントリークラブは、ハンティントン地区にある18ホールのコースである。毎年コースを交代して「市長杯」のコンペがある。

## アメリカ合衆国国家歴史登録財

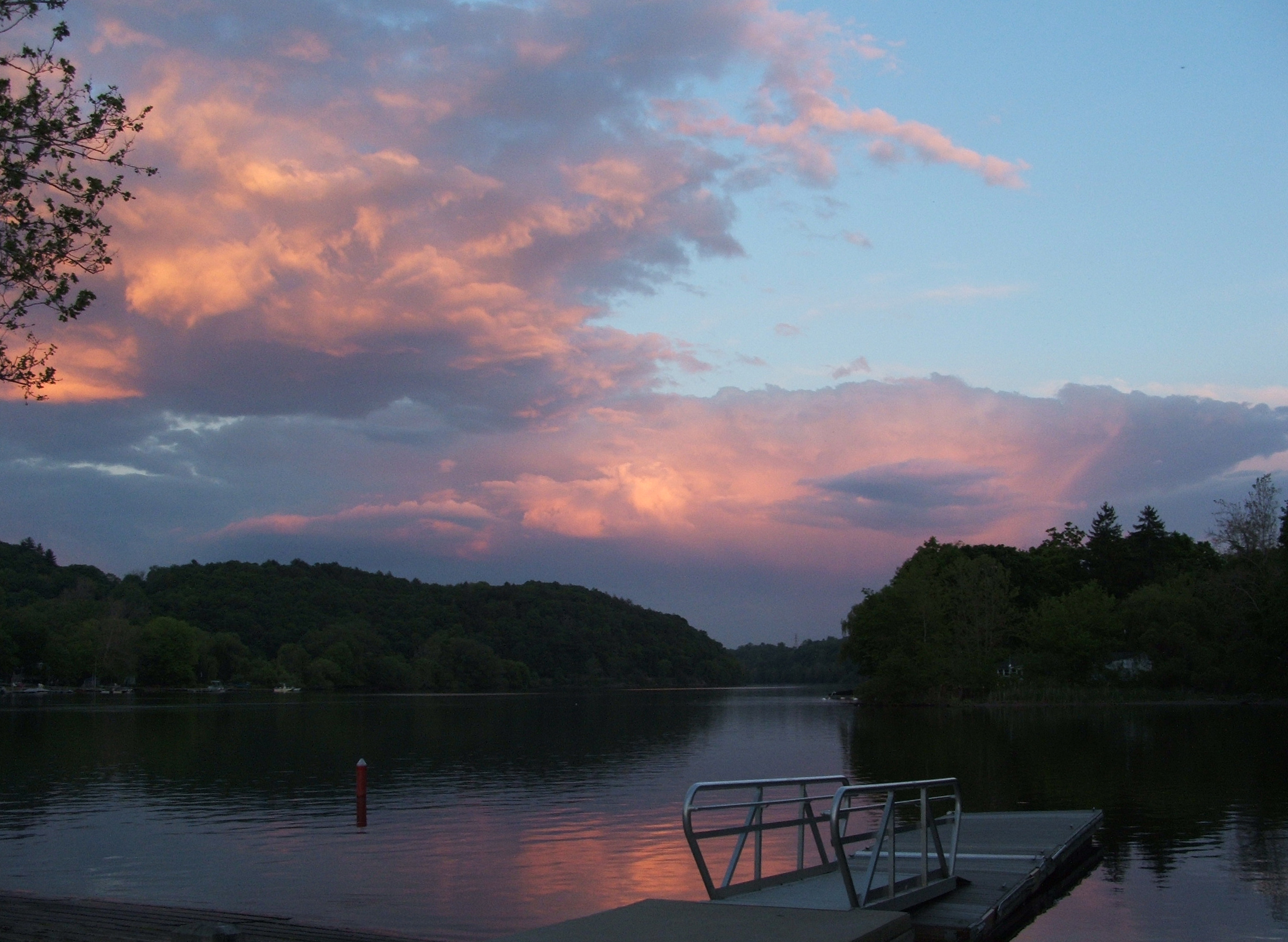
インディアンウェル州立公園、日没時のボート乗り場

- ハル代将学校 — オーク・アベニュー130、1983年7月30日登録
- ハンティントン・センター歴史地区 — チャーチ通りとハンティントン通り沿い、リプトン道路からファーミル川まで、2000年4月登録
- プラム記念図書館 — ウースター通り47、1978年12月7日登録

## メディア
「バレー・インデペンデント・センティネル」はオンラインのみ、非営利ニュースサイトであり、2009年6月に開始した。バレー・コミュニティ基金とナイト基金が出資している。
市内では週刊紙の「ザ・ヘラルド」が発行されている。「コネチカット・ポスト」と「ニューヘイブン・レジスター」も市内をカバーしている日刊紙である。

## 著名な会社
- パーキン・エルマー、ブリッジポート・アベニューにあり、生命と分析科学部門がある。ハッブル宇宙望遠鏡の光学部品を製作したことで知られる
- ウィッフルボールの当初の用具を製作したウィッフルボール Inc. がある
- スイス・アーミー・ブランド U.S. の地域オフィス、175人を雇用[32]、モンローへの移転を検討中
- プルデンシャル 年金本部
- トランスウィッチ Corp. 本社、エンタープライズ・ドライブ3
- ピットニー・ボウズ、 文書取扱いのソフトとハードの会社、従業員 1,460 人[32]
- コンピュータシェア（元トランセンティブ Inc.）、エンタープライズ・ドライブ2
- 日本電気 ユニファイド・ソリューションズ（元日通工アメリカ）、業務用電話システムの製造、フォレスト・パークウェイ4
- パノラム、本社
- カルティエ、宝石、時計、事務所
- テトリー USA、飲料、本社
- ビック、文具、アメリカ事務所
- ボールドウィン・テクノロジー、本社
- シコルスキー・エアクラフト、保守修繕施設
- ダイガートン・ファイアリング・サーキッツ、バッテリー試験と形成装置の製造
- プレシジョン・リソース、本社、フォレスト・パークウェイ25
- ハッベル Inc. 、本社、ウォータービュー・ドライブ40

## 著名な出身者

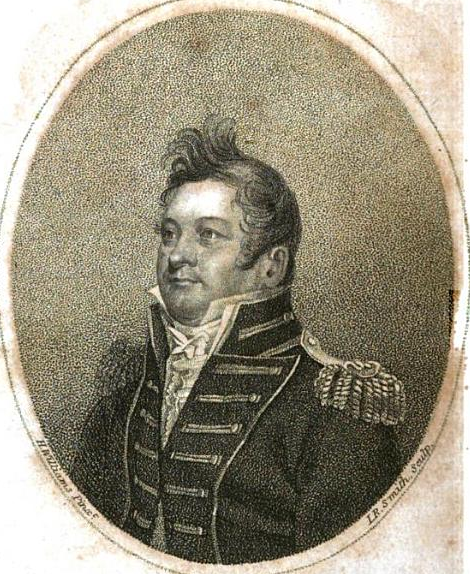
アイザック・ハル

- アイザック・ハル（1773年–1843年）、アメリカ海軍の代将、USSコンスティチューションを指揮、擬似戦争や米英戦争で活躍
- ダン・オーロフスキー、NFLアメリカンフットボール選手、タンパベイ・バッカニアーズ、シェルトンで育った